# Микаел Льодра
Микаел Льодра (на френски: Michaël Llodra) е френски тенисист.

## Биография
Микаел Льодра е роден на 18 май 1980 г. в Париж, Франция. Баща му Мишел е играл за ФК Пари Сен Жермен.
Льодра и съпругата му Камил се женят на 9 септември 2003 г., имат две деца, дъщеря Манон (родена на 23 март 2004 г.) и син Тео (роден на 5 септември 2007 г.). Той е известен привърженик на френския футболен клуб Пари Сен Жермен и често е виждан да носи фланелката на клуба преди тенис мачове.

## Кариера
Микаел Льодра е левичар, неговият стил на сервиране и воле е моделиран по стила на неговия идол Стефан Едберг.
Достига първия си финал от Големия шлем на Откритото първенство на Австралия на двойки мъже, с Фабрис Санторо. Те са непоставени в основната схема, губят от Марк Ноулс и Даниел Нестор. По време на своя полуфинал Льодра по невнимание удря и убива птица, летяща през корта.
Микаел Льодра е успешен играч на двойки с три титли от Големия шлем и сребърен олимпийски медал. Има успех и на сингъл, като печели пет титли в кариерата си, има победи над Новак Джокович, Хуан Мартин дел Потро, Томаш Бердих, Робин Сьодерлинг, Жо-Вилфрид Цонга, Николай Давиденко и Джон Иснър. Льодра е наричан „най-добрият волейболист в тура“.

## Кариерна статистика

### ATP финали (5 титли; 10 финала)
|        | П–З | Година | Турнир                | Клас         | Настилка   | Опонент               | Резултат                |
| ------ | --- | ------ | --------------------- | ------------ | ---------- | --------------------- | ----------------------- |
| Загуба | 0–1 | 2004   | Аделаида Интернешънъл | Международни | Твърда     | Доминик Хърбати       | 4–6, 0–6                |
| Победа | 1–1 | 2004   | Росмален Чемпиъншипс  | Международни | Трева      | Гилермо Кория         | 6–3, 6–4                |
| Загуба | 1–2 | 2005   | Росмален Чемпиъншипс  | Международни | Трева      | Марио Анчич           | 5–7, 4–6                |
| Победа | 2–2 | 2008   | Аделаида Интернешънъл | Международни | Твърда     | Ярко Ниеминен         | 6–3, 6–4                |
| Победа | 3–2 | 2008   | Ротердам Оупън        | Межд. Голд   | Твърда (з) | Робин Сьодерлинг      | 6–7(3–7), 6–3, 7–6(7–4) |
| Загуба | 3–3 | 2009   | Оупън 13              | 250 серии    | Твърда (з) | Жо-Вилфрид Цонга      | 5–7, 6–7(3–7)           |
| Загуба | 3–4 | 2009   | Сюд дьо Франс Оупън   | 250 серии    | Твърда (з) | Иван Любичич          | 5–7, 3–6                |
| Победа | 4–4 | 2010   | Оупън 13              | 250 серии    | Твърда (з) | Жулиен Бенето         | 6–3, 6–4                |
| Победа | 5–4 | 2010   | Истборн Интернешънъл  | 250 серии    | Трева      | Гилермо Гарсия Лопес  | 7–5, 6–2                |
| Загуба | 5–5 | 2012   | Оупън 13              | 250 серии    | Твърда (з) | Хуан Мартин дел Потро | 4–6, 4–6                |